# Dolichopeza aurantiaca
Dolichopeza aurantiaca är en tvåvingeart som beskrevs av Alexander 1921. Dolichopeza aurantiaca ingår i släktet Dolichopeza och familjen storharkrankar. Inga underarter finns listade i Catalogue of Life.